# 랑선
랑선시(베트남어: Thành phố Lạng Sơn)는 베트남 북동부에 위치한 도시로, 랑선성의 성도이며 중국과 국경을 접하는 지점에 위치한다. 하노이(베트남의 수도)에서 130km 정도 떨어져 있고 철도와 도로로 연결되어 있다. 중월전쟁 때 크게 파괴되었으며 보크사이트 광산이 많다.

## 개요
베트남 북동부에 중국과 국경을 접한 도시이다. 하노이에서 기차로 약 150km, 난닝과 광저우를 연결하는 교통과 상업 그리고 군사적 요충지이다. 서쪽에 있는 라오까이와 함께 고대 중국 군대의 통로였다. 국경 부근에서 보크사이트 광맥이 많이 발견되었다. 1979년, 중월전쟁으로 국경이 일시 폐쇄되었다가, 1992년 문을 열었다.

## 행정구역
아래의 5개의 방(坊)과 3개의 사(社)를 관할한다. (방 = 동 / 사 = 마을)

### 방
- 찔랑 방 (Chi Lăng / 枝陵)
- 동킨 방 (Đông Kinh / 東京)
- 호앙반투 방 (Hoàng Văn Thụ /黃文樹)
- 땀타인 방 (Tam Thanh / 三淸)
- 빈짜이 방 (Vĩnh Trại /永砦)

### 사
- 호앙돈 (Hoàng Đồng / 黃銅)
- 마이파 (Mai Pha / 枚坡)
- 꽝락 (Quảng Lạc /廣樂)

## 기후
이 지역의 표면 암석은 페름기 석회암으로 트라이아스기 초기에 랑선이 형성되면서 겹겹이 사암, 실트암, 점토, 규장질의 화산재가 퇴적된 플리시로 구성되어 있다.
랑선은 열대 몬순 지역에 있지만 아열대 지방 특유의 특징을 가지고 있다. 온도는 비교적 높지 않고, 비교적 추운 겨울을 가지고 있다. 평균 기온은 21-22도, 강수량은 90 ~ 132mm, 습도는 83 ~ 85%에 이른다.
| 랑선의 기후                        | 랑선의 기후 | 랑선의 기후 | 랑선의 기후 | 랑선의 기후  | 랑선의 기후  | 랑선의 기후 | 랑선의 기후 | 랑선의 기후 | 랑선의 기후 | 랑선의 기후 | 랑선의 기후 | 랑선의 기후 | 랑선의 기후  |
| 월                                 | 1월         | 2월         | 3월         | 4월          | 5월          | 6월         | 7월         | 8월         | 9월         | 10월        | 11월        | 12월        | 연간         |
| ---------------------------------- | ----------- | ----------- | ----------- | ------------ | ------------ | ----------- | ----------- | ----------- | ----------- | ----------- | ----------- | ----------- | ------------ |
| 역대 최고 기온 °C (°F)             | 31.6 (88.9) | 36.4 (97.5) | 36.7 (98.1) | 38.6 (101.5) | 39.8 (103.6) | 37.6 (99.7) | 37.6 (99.7) | 37.1 (98.8) | 36.6 (97.9) | 35.2 (95.4) | 33.0 (91.4) | 32.2 (90.0) | 39.8 (103.6) |
| 일평균 최고 기온 °C (°F)           | 17.6 (63.7) | 18.3 (64.9) | 21.8 (71.2) | 26.3 (79.3)  | 30.1 (86.2)  | 31.3 (88.3) | 31.6 (88.9) | 31.2 (88.2) | 30.1 (86.2) | 27.2 (81.0) | 23.5 (74.3) | 20.0 (68.0) | 25.7 (78.3)  |
| 일일 평균 기온 °C (°F)             | 13.1 (55.6) | 14.3 (57.7) | 17.9 (64.2) | 22.2 (72.0)  | 25.5 (77.9)  | 26.8 (80.2) | 27.2 (81.0) | 26.6 (79.9) | 25.2 (77.4) | 22.1 (71.8) | 18.2 (64.8) | 14.6 (58.3) | 21.1 (70.0)  |
| 일평균 최저 기온 °C (°F)           | 10.1 (50.2) | 11.6 (52.9) | 15.2 (59.4) | 19.2 (66.6)  | 22.0 (71.6)  | 23.7 (74.7) | 24.0 (75.2) | 23.7 (74.7) | 22.0 (71.6) | 18.5 (65.3) | 14.6 (58.3) | 10.9 (51.6) | 17.9 (64.2)  |
| 역대 최저 기온 °C (°F)             | −2.1 (28.2) | −1.7 (28.9) | 0.9 (33.6)  | 6.2 (43.2)   | 11.1 (52.0)  | 15.1 (59.2) | 18.6 (65.5) | 17.0 (62.6) | 13.2 (55.8) | 7.1 (44.8)  | 1.7 (35.1)  | −1.5 (29.3) | −2.1 (28.2)  |
| 평균 강수량 mm (인치)              | 31 (1.2)    | 38 (1.5)    | 49 (1.9)    | 97 (3.8)     | 167 (6.6)    | 189 (7.4)   | 229 (9.0)   | 232 (9.1)   | 130 (5.1)   | 82 (3.2)    | 36 (1.4)    | 20 (0.8)    | 1,301 (51.2) |
| 평균 강수일수                      | 9.5         | 10.4        | 13.2        | 13.1         | 13.5         | 15.4        | 16.4        | 17.0        | 12.7        | 9.4         | 6.4         | 5.6         | 142.7        |
| 평균 상대 습도 (%)                 | 79.6        | 82.3        | 83.4        | 82.8         | 81.2         | 82.8        | 83.6        | 85.4        | 84.1        | 81.3        | 78.8        | 77.3        | 81.9         |
| 평균 월간 일조시간                 | 77          | 58          | 62          | 96           | 176          | 162         | 184         | 174         | 181         | 161         | 137         | 121         | 1,589        |
| 출처: 베트남 과학 기술 양성 연구소 |             |             |             |              |              |             |             |             |             |             |             |             |              |

## 같이 보기
- 핑샹시 (충쭤시)